# Guy Decomble
Pour les articles homonymes, voir Decomble.
Guy Decomble, né le 12 novembre 1910 à Aulnay-sous-Bois et mort le 14 août 1964 à Châtellerault, est un acteur français.

## Biographie
Il commence sa carrière au théâtre en 1932 dans un groupe d'éducation populaire à la culture Octobre, proche du parti communiste. Il se dirige ensuite vers le cinéma, tournant notamment sous la direction de Louis Daquin, Marcel L'Herbier, Abel Gance et Jean Renoir. Il incarne le forain Roger dans Jour de fête de Tati. En 1959, dans Les Quatre Cents Coups de Truffaut, il est l'instituteur dépassé à qui Antoine Doinel répond dans une scène devenue culte : « Elle est morte ! » en parlant de sa mère.
Il meurt en 1964 à 53 ans, il est inhumé au cimetière de Lésigny (Vienne).

## Filmographie
- 1932 : L'affaire est dans le sac - court métrage - de Pierre Prévert : Le pasteur
- 1936 : Le Crime de Monsieur Lange de Jean Renoir : Un typographe
- 1937 : Drôle de drame de Marcel Carné : Le maquereau
- 1937 : La Citadelle du silence de Marcel L'Herbier
- 1937 : Forfaiture de Marcel L'Herbier : Un joueur
- 1938 : Le Temps des cerises de Jean-Paul Le Chanois
- 1938 : La Bête Humaine de Jean Renoir : Le garde-barrière
- 1942 : Dernier Atout de Jacques Becker : Un aspirant
- 1942 : Madame et le Mort de Louis Daquin
- 1942 : Le Voyageur de la Toussaint de Louis Daquin : Robert
- 1943 : Adieu Léonard de Pierre Prévert : Le rémouleur
- 1944 : Premier de cordée de Louis Daquin
- 1944 : Florence est folle de Georges Lacombe
- 1945 : Farandole d'André Zwobada
- 1945 : La Grande Meute de Jean de Limur : Maître Frouas
- 1945 : François Villon d'André Zwobada : Denisot
- 1945 : La Ferme du pendu de Jean Dréville : Bénoni, un frère de François
- 1945 : Sérénade aux nuages de André Cayatte
- 1945 : Patrie de Louis Daquin : Un échevin
- 1946 : Le Couple idéal ou Voyage au pays des loufoques de Bernard Roland et Raymond Rouleau : un opérateur
- 1946 : Le Dernier Sou, d'André Cayatte
- 1946 : La maison sous la mer de Henri Calef : Lucien
- 1946 : Rêves d'amour de Christian Stengel : Hureau
- 1946 : Couleurs de Venise - court métrage - de Jean Faurez et Jean Mercanton - Uniquement le dialoguiste.
- 1947 : Le Village perdu de Christian Stengel : Jean Pétra
- 1947 : Les jeux sont faits de Jean Delannoy : Poulain
- 1948 : Scandale aux Champs-Élysées de Roger Blanc : Pascaud
- 1948 : Vire-vent de Jean Faurez : Justin
- 1948 : Vente aux enchères - court métrage - de Jean Mousselle
- 1949 : Jour de fête de Jacques Tati : Roger
- 1949 : Histoires extraordinaires de Jean Faurez - Également adaptateur et dialoguiste : Le tueur obsédé
- 1949 : Premières armes de René Wheeler : Émile
- 1950 : Meurtre dans la nuit - court métrage - de Jean Perdrix
- 1951 : Capitaine Ardant de André Zwobada : Jossip
- 1951 : Confrontation - court métrage - de Jean Perdrix et Jean Ville
- 1952 : La Maison dans la dune de Georges Lampin
- 1952 : Suivez cet homme de Georges Lampin : Émile Kortenwirth
- 1952 : Nous sommes tous des assassins de André Cayatte : Un inspecteur
- 1952 : Plume au vent de Louis Cuny - Uniquement le coscénariste
- 1952 : Ouvert contre X de Richard Pottier : Le concierge
- 1952 : Le Hasard mène l'enquête - court métrage - de Jean Perdrix
- 1953 : Le Défroqué de Léo Joannon : Le père Mascle
- 1953 : Cet homme est dangereux de Jean Sacha : Jacques, "le dingue"
- 1954 : Le Tournant dangereux de Robert Bibal : Monsieur Léon
- 1954 : Le Cœur révélateur de Jean Faurez - Il s'agit d'un court métrage issu du film Histoires extraordinaires.
- 1954 : Méprise - court métrage - de Jean Perdrix
- 1955 : Le Dossier noir d'André Cayatte : L'inspecteur Leroy
- 1955 : L'assassin a pris le métro de François Chatel (TV)
- 1955 : Les Aristocrates de Denys de La Patellière : Gustave
- 1955 : Une enquête de l'inspecteur Ollivier de Marcel Cravenne, épisode La Boîte de pastilles (TV)
- 1956 : Bob le flambeur de Jean-Pierre Melville : Le commissaire Ledru
- 1956 : En votre âme et conscience, épisode L'Affaire de Bitremont de Jean Prat et Claude Barma
- 1956 : Les Assassins du dimanche de Alex Joffé : Le brigadier
- 1957 : Thérèse Étienne de Denys de La Patellière : Rothlisberger
- 1957 : Police judiciaire de Maurice de Canonge : L'inspecteur Mercier
- 1958 : En votre âme et conscience : Les Traditions du moment ou l'Affaire Fualdès de Claude Barma
- 1958 : Maigret tend un piège de Jean Delannoy : Mazet, le faux coupable
- 1958 : En votre âme et conscience : Le Troisième Accusé ou l'Affaire Gayet de Claude Barma
- 1958 : Guinguette de Jean Delannoy
- 1959 : Les Cousins de Claude Chabrol : Le bibliothécaire
- 1959 : Archimède le clochard de Gilles Grangier : Le chef de la station de RATP
- 1959 : Les Quatre Cents Coups de François Truffaut : "Petite feuille", l'instituteur
- 1959 : Les Naufrageurs de Charles Brabant
- 1959 : Rue des prairies de Denys de La Patellière : Le père du jeune Paul
- 1959 : Nathalie, agent secret d'Henri Decoin : Pageot
- 1960 : Les Cinq Dernières Minutes, épisode Au fil de l'histoire de Claude Loursais : Gourgeon
- 1960 : Les Vieux de la vieille de Gilles Grangier : Le chauffeur de car
- 1961 : La Ligne droite de Jacques Gaillard
- 1961 : L'Affaire Nina B. de Robert Siodmak : Le juge d'instruction Lofting
- 1962 : Les Filles de La Rochelle de Bernard Deflandre : Sire Basile
- 1962 : Pourquoi Paris ? de Denys de La Patellière
- 1963 : Maigret voit rouge de Gilles Grangier : L'inspecteur Lognon
- 1963 : L'inspecteur Leclerc enquête : Ultra confidentiel de Marcel Bluwal : L'agent de la DST
- 1964 : L'Abonné de la ligne U de Yannick Andreï : L'inspecteur Gaillardet

### Assistant réalisateur
- 1942 : Le Voyageur de la Toussaint de Louis Daquin
- 1943 : Premier de cordée de Louis Daquin